# داگلاس دی‌سی-۵
داگلاس دی‌سی-۵ (به انگلیسی: Douglas DC-5) یک هواپیمای ساختِ کارخانهٔ شرکت هواپیماسازی داگلاس در کشور ایالات متحده آمریکا است. نخستین استفاده‌کنندهٔ این هواپیما کی‌ال‌ام بوده‌است. این هواپیما برای نخستین بار در ۲۰ فوریه ۱۹۳۹ میلادی مورد استفاده قرار گرفت.